# 解毒
解毒或排毒（Detoxification） 是用生理學或醫學方式，從生物體中去除有毒物質，也包括人體中肝臟的解毒功能。醫學上的排毒方式包括去除毒物攝入、使用解毒劑、透析及（數量有限的）螯合治療的技術進行解毒。
許多替代醫學的從業者提倡各種類型的解毒，像是排毒飲食。科學家們把這描述為"浪費時間和金錢"。 對科學的感覺-一間總部位於英國的信托基金，它認定大多數此類飲食"排毒"的說法缺乏任何佐證。

## 類型

### 酒精排毒
酒精排毒是一個重度飲酒者的系統在經過習慣飲酒以及長期濫用藥物後恢復正常的過程。嚴重的酒精成癮會導致 GABA 神經傳導物質受體的下降。 在沒有醫療管理的情況下，長期的酒精成癮會導致嚴重的健康問題，也可能會致命。 酒精排毒不是一個治療酒精中毒的方法。 經過排毒後，必須採取其他的治療措施去處理導致酒精使用的潛在的成癮。

### 藥物解毒
臨床醫生使用藥物解毒來減少和減輕毒癮症狀，同时也幫助成癮者適應沒有毒品的生活；藥物解毒的目的不在於治療毒癮，而是代表著長期治療的初期步驟。 排毒可以達到無毒品，或是使用藥物作為一個治療的方面。 藥物排毒和治療往往持續數月會發生在社區方案中，並發生在居住環境中而不是醫療中心。
藥物解毒因治療地點而異，但大多數的排毒中心都有提供治療，為了避免身體從酒精和其他藥物戒斷的症狀。大多數還納入了排毒期間的諮詢和治療，以幫忙解決戒斷的結果。

### 新陳代謝排毒
動物的新陳代謝會產生有害物質，但它可以透過還原、氧化（統稱為氧化還原反應)、結合和從細胞或組織中排出分子來降低毒性。 這就叫做異生素代謝。 在排毒代謝中，重要的酶包括细胞色素P450氧化酶、葡萄糖醛酸轉移酶 和谷胱甘肽S-轉移酶。作為藥物代謝的一部份，這些過程得到了特別好的研究，因為他們影響了藥物在體內的藥代動力學。

### 替代醫學
替代醫學中的某些方法聲稱透過草藥、電或是電磁治療來從體內清除“毒素”。 這些毒素是尚未被定義也沒有科學依據的， 因此使這些技術的有效性受到質疑。 在這些情況下，幾乎沒有證據表明有毒物質會積累， 因為肝臟和腎臟會自動解毒，並排出許多有毒物質，包括代謝廢物。 根據這個理論，如果毒素在沒有安全消除的情況下太迅速地被釋放 (例如在代謝儲存毒素的脂肪時)，它們會損害身體且引起不適。治療包括冷熱交替水療、排毒貼片、油拔、葛森療法、蛇石、身體清潔、山達基淨化、水禁食和代謝治療。